# Megachile pluto
Megachile pluto là một loài côn trùng cánh màng trong họ Megachilidae. Loài này được Smith mô tả khoa học năm 1860.
Đây là loài ong sống lớn nhất được biết đến. Nó được cho là đã tuyệt chủng cho đến khi một số mẫu vật được phát hiện lại vào năm 1981; một lần nữa không có xác nhận nào nữa cho đến khi hai chiếc được thu thập và bán trên eBay vào năm 2018. Một cá thể cái còn sống được tìm thấy và quay phim lần đầu tiên vào năm 2019.

## Hình ảnh

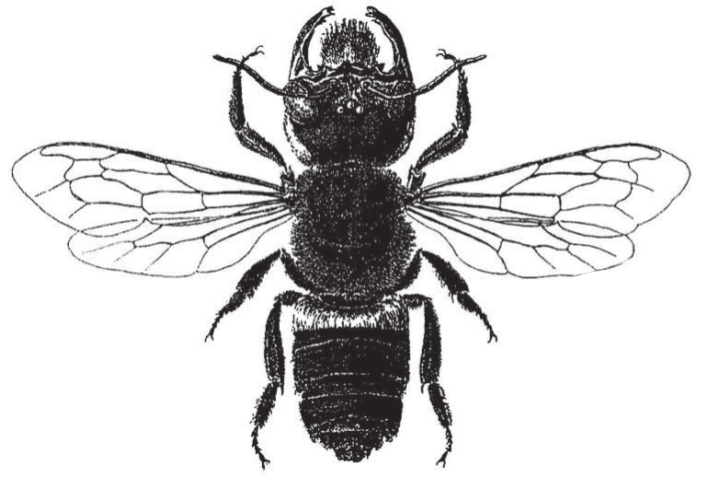